# Pterostichus acomanus
Pterostichus acomanus är en skalbaggsart som beskrevs av Thomas Casey. Pterostichus acomanus ingår i släktet Pterostichus och familjen jordlöpare. Inga underarter finns listade i Catalogue of Life.